# Guatteria dolichopoda
Guatteria dolichopoda este o specie de plante angiosperme din genul Guatteria, familia Annonaceae, descrisă de John Donnell Smith. Conține o singură subspecie: G. d. microsperma.